# Río Apuaé
El río Apuaê es un río brasileño del estado de Río Grande do Sul. Forma parte de la Cuenca del Plata, nace en el municipio de Santa Cecilia do Sul y con rumbo sur a norte se dirige hacia el río Uruguay donde desemboca, cerca de la represa de Machadinho.
- Datos: Q10361486